# Dieter Schwemmle
Dieter Schwemmle (* 28. Juli 1949 in Stuttgart) ist ein ehemaliger deutscher Fußballspieler. Der Offensivspieler hat für die Vereine VfB Stuttgart, Kickers Offenbach und VfL Bochum von 1972 bis 1978 in der Fußball-Bundesliga insgesamt 79 Ligaspiele absolviert und dabei 13 Tore erzielt. Mit Twente Enschede wurde er 1973/74 Vizemeister in der Eredivisie.

## Laufbahn
Er begann seine Karriere bei den Amateuren des VfB Stuttgart, mit welchen er 1970/71 die Meisterschaft in der Amateurliga Nordwürttemberg gewann und danach im Wettbewerb um die deutsche Amateurmeisterschaft bis in das Finale vordrang. Das Endspiel wurde am 10. Juli 1971 in Würzburg mit 0:1 gegen den Titelverteidiger SC Jülich 1910 verloren. Torhüterlegende Günter Sawitzki spielte im Tor, Gerd Komorowski verteidigte, Karl Berger, Wolfgang Frank, Werner Haaga und Schwemmle waren in der Offensive im Einsatz. Zur Saison 1972/73 wurde er in den Lizenzspielerkader des VfB aufgenommen.
Dem Spielerkader der Mannschaft von Trainer Hermann Eppenhoff wurden noch Dieter Brenninger, Herward Koppenhöfer, Hermann Lindner, Norbert Siegmann und Torhütertalent Helmut Roleder zugeführt. Der Techniker am rechten Flügel debütierte am ersten Rundenspieltag, den 16. September 1972, bei einem 3:1-Heimerfolg gegen den 1. FC Köln in der Bundesliga. Er bildete mit Wolfgang Frank und Dieter Brenninger den VfB-Angriff. Zusammen mit den offensivstarken Mittelfeldspielern Horst Köppel, Hans Ettmayer und Karl-Heinz Handschuh bildeten sie die drittstärkste Offensive der Runde 1972/73. Der VfB belegte überraschend den 6. Rang und hatte sich damit für den UEFA-Pokal der Saison 1973/74 qualifiziert. Bundesligadebütant Schwemmle lief in 33 Ligaspielen auf und erzielte sechs Tore. Das Stuttgarter Präsidium schaffte es nicht, die zwei Offensivtalente Frank und Schwemmle beim VfB zu halten, beide Spieler wechselten zur Runde 1973/74 in die Niederlande; Schwemmle zum FC Twente Enschede und Frank zu AZ Alkmar.
Mit dem Team vom Stadion Het Diekman erreichte der Stuttgarter unter Trainer Antoine Kohn und neben Mitspielern wie Epi Drost, Eddy Achterberg, Jan Jeuring, Cees van Ierssel und Frans Thijssen 1973/74 in der Eredivisie die Vizemeisterschaft. Schwemmle hatte in 31 Ligaspielen sechs Tore erzielt. Aber auch das erfolgreiche Gastspiel in Enschede beendete Schwemmle bereits nach einer Runde, es zog ihn wieder in die Bundesliga zurück, er unterschrieb zur Saison 1974/75 einen neuen Vertrag bei Kickers Offenbach. Mit der Elf vom Bieberer Berg startete Schwemmle unter Trainer Otto Rehhagel mit einem Paukenschlag in die Saison: Am ersten Spieltag empfing der OFC am 24. August 1974 den FC Bayern München mit den frisch dekorierten „Weltmeistern“ Sepp Maier, Franz Beckenbauer, Paul Breitner, Georg Schwarzenbeck, Uli Hoeneß und Gerd Müller. In einem furiosen Sturmlauf deklassierte Offenbach mit 6:0 die klar favorisierten Bayern. Die Offensivqualitäten des offensiven Mittelfeldspielers Schwemmle und der drei Spitzen Norbert Janzon, Erwin Kostedde und Sigfried Held setzte sich an diesem Spieltag klar durch. Am Rundenende belegte Offenbach den 8. Rang und Schwemmle hatte in 31 Ligaeinsätzen sieben Tore erzielt. Aber auch diese sportlich eindeutig gute Station hielt den Schwaben nur eine Saison, nach zwölf Monaten zog er wieder weiter, jetzt führte ihn sein Weg in die Schweiz.
Schwemmle zog zur Runde 1975/76 zum FC Biel-Bienne, stieg mit dem Club aber als Tabellenletzter aus der NLA ab. Es ging unmittelbar weiter zum AC Bellinzona, mit dem er aber auch 1976/77 nach der Abstiegsrunde den Abstieg in die NLB nicht verhindern konnte. Durch einen Vertrag zur Saison 1977/78 beim VfL Bochum kehrte er im Sommer 1977 nochmals in die Bundesliga zurück. Er debütierte für den VfL am 17. August 1977 bei einem 5:0-Heimerfolg gegen Hertha BSC in der Bundesliga. Seine Torgefährlichkeit hatte er aber verloren; am Rundenende hatte er unter Trainer Heinz Höher und an der Seite von Mitspielern wie Dieter Bast, Hans-Joachim Abel, Paul Holz, Franz-Josef Tenhagen und Holger Trimhold in 15 Ligaeinsätzen nicht ein Tor erzielen können.
In den nachfolgenden zwei Stationen beim FC Hanau 93 und dem ESV Ingolstadt absolvierte er in der 2. Fußball-Bundesliga noch 85 Ligaspiele und erzielte dabei 22 Tore, ehe es ihn nach Asien zu Bulova SA in Hongkong verschlug.